# Александрув (гмина, Билгорайский повет)
Александрув (пол. Aleksandrów) — сельская гмина (волость) в Польше, входит как административная единица в Билгорайский повет, Люблинское воеводство. Административный центр гмины — деревня Александрув. Население — 3194 человека (на 2006 год). Гмина содержит часть охраняемая территория вызываемый Пейзажный парк Пущи Сольска.

## Деревни

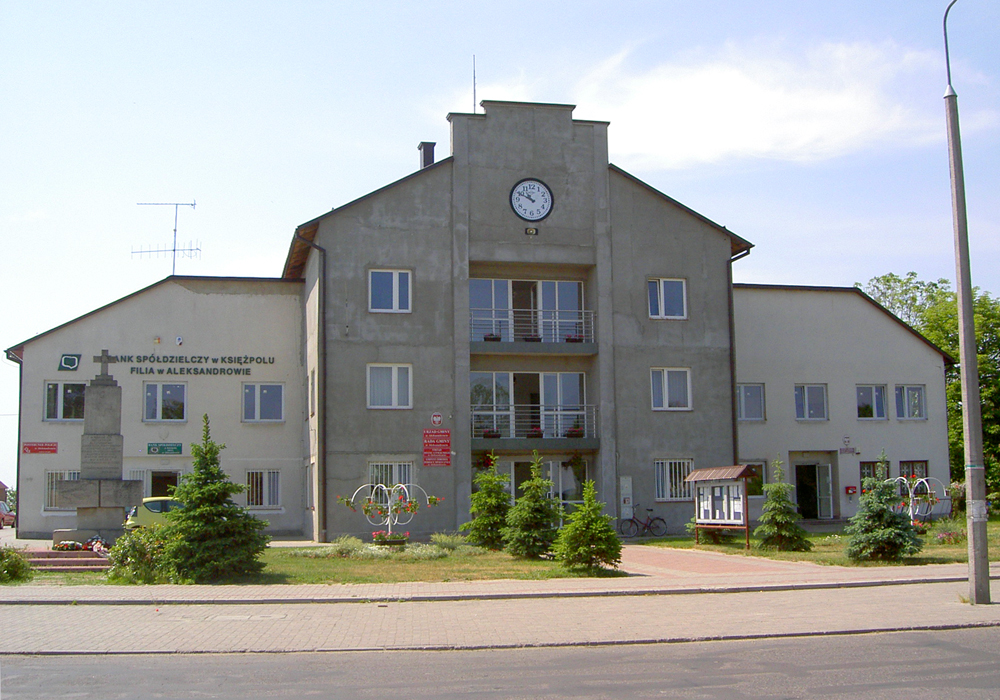
Гмина Александрув (Билгорайский повет)

- Александрув
- Марголе
- Подляс
- Сигла

## Соседние гмины
1. Гмина Билгорай
2. Гмина Юзефув
3. Гмина Ксенжполь
4. Гмина Лукова
5. Гмина Терешполь

## Период Второй Мировой войны
Район был местом пяти массовых убийств поляков немецкими солдатами. В селе Александрув: август 1942, февраль, июнь и август 1943 и июль 1944. 6 Июля 1944 года произошла крупнейшие расстрелы  от 444 до 446 человек были убиты и 100 зданий сожжены немцами, около 2500 человек были отправлены в концентрационные лагеря

## Примечание
1. ↑  Olgierd Kiec. Kościoły w Polsce w okresie niemieckiej okupacji 1939–1945 // Poznańskie Studia Slawistyczne. — 2016-06-04. — Вып. 10. — С. 145. — ISSN 2084-3011. — doi:10.14746/pss.2016.10.10.